# Dasineura pyri
Cécidomye des feuilles du poirier
Espèce
Dasineura pyri, la cécidomye des feuilles du poirier, est une espèce d'insectes diptères nématocères, de la famille des Cecidomyiidae dont la larve se développe dans les feuilles de poiriers.

## Description
L'adulte est noir, il mesure de 2 à 3 mm.
La femelle porte une tarière pouvant se dévaginer et atteindre la longueur du corps.
Les œufs sont rougeâtres.
La larve mesure 2 mm, elle est effilée aux 2 extrémités, avec une segmentation transversale accusée. Sa spatule sternale est bien développée. Sa couleur va du blanc au jaunâtre.
L'adulte a une durée de vie très  courte. La femelle pond une trentaine d'œufs qui évoluent rapidement : 3 ou 4 jours. Les larves atteignent leur maturité en 10 à 12 jours.
Trois à six générations par an sont possibles.
Les adultes apparaissent au printemps, ils s'accouplent et pondent le jour de la sortie. La femelle dépose ses œufs sous le rebord des feuilles encore enroulées.
La larve se nourrit du contenu cellulaire des feuilles grâce à l'action toxique de sa salive qu'elle répand sur les tissus. La salive contient des substances apparentées aux auxines (substances de croissance végétales). Une partie des larves se nymphose à l'intérieur de la feuille enroulée, les autres tombent sur le sol où elles s'enterrent et restent en diapause dans un cocon.
La nymphe se forme en mars.
Lorsqu'elles sont attaquées, les jeunes feuilles restent enroulées longitudinalement, leur limbe s'épaissit considérablement, devient rigide et cassant. Les 2e et 3e générations sont les plus dommageables car elles correspondent à l'époque où la vigueur des pousses et la formation des jeunes feuilles est la plus intense.

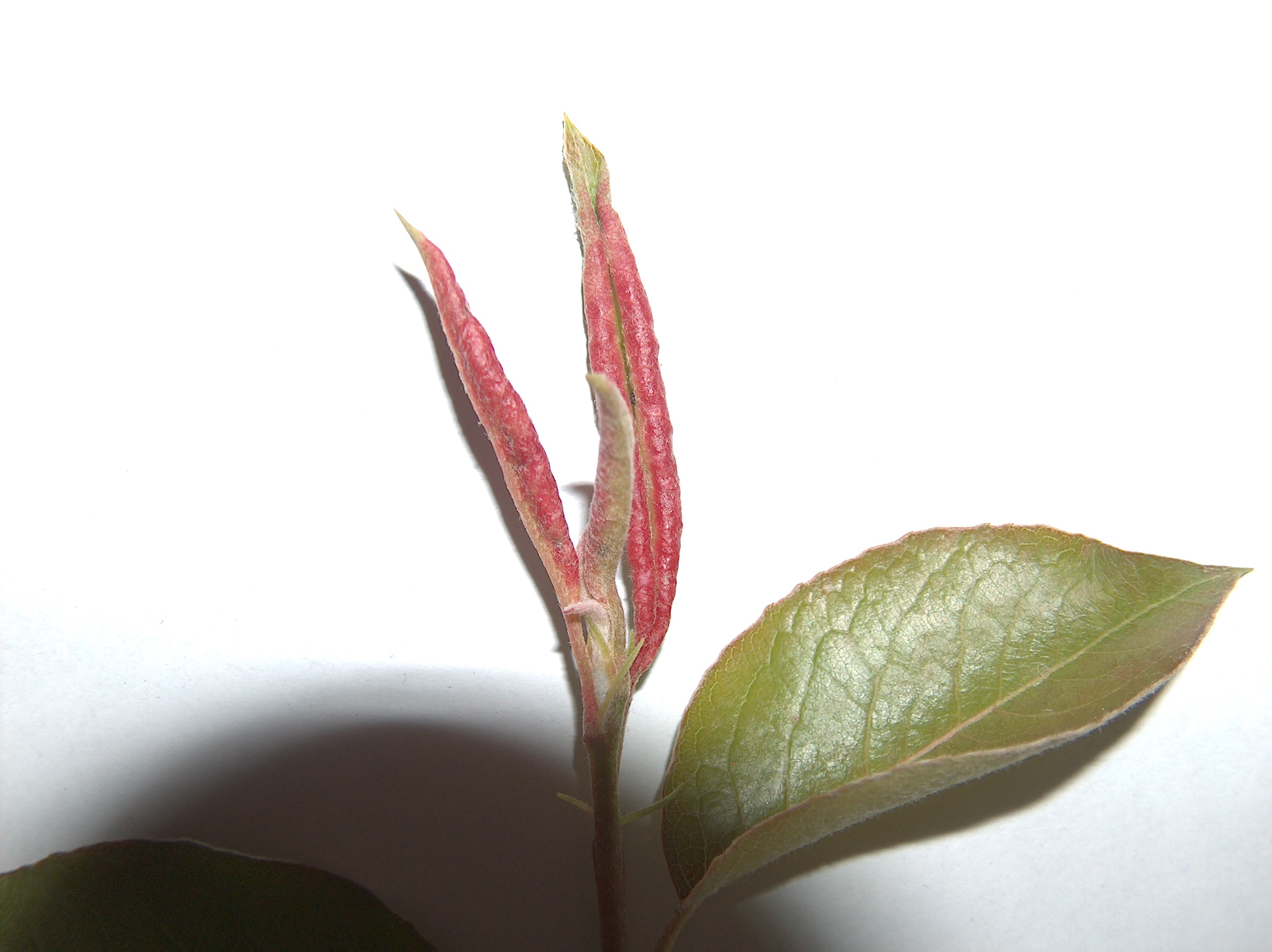
Dégâts sur feuille de poirier.

Cette Cécidomyie est commune dans toute la France. Elle est nuisible dans les Basses-Pyrénées et les Landes.

## Moyens de lutte
- Comme traitement préventif, il peut être installé un voile anti-insectes, du mois de mai au mois de juillet.

- Au moment de la floraison, prévoir une pulvérisation avec une infusion de tanaisie et une préparation composée de 15 à 30 grammes de savon noir pour un litre d'eau.

- Pour un traitement curatif, les dégâts étant relativement limités, une lutte intensive n'est généralement pas nécessaire. Il est alors possible de couper et détruire les parties atteintes en veillant à ne pas les mettre dans le tas de compost.

En cas de nécessité, il est préconisé des pulvérisations avec une infusion d'absinthe.